# Paul Amrod

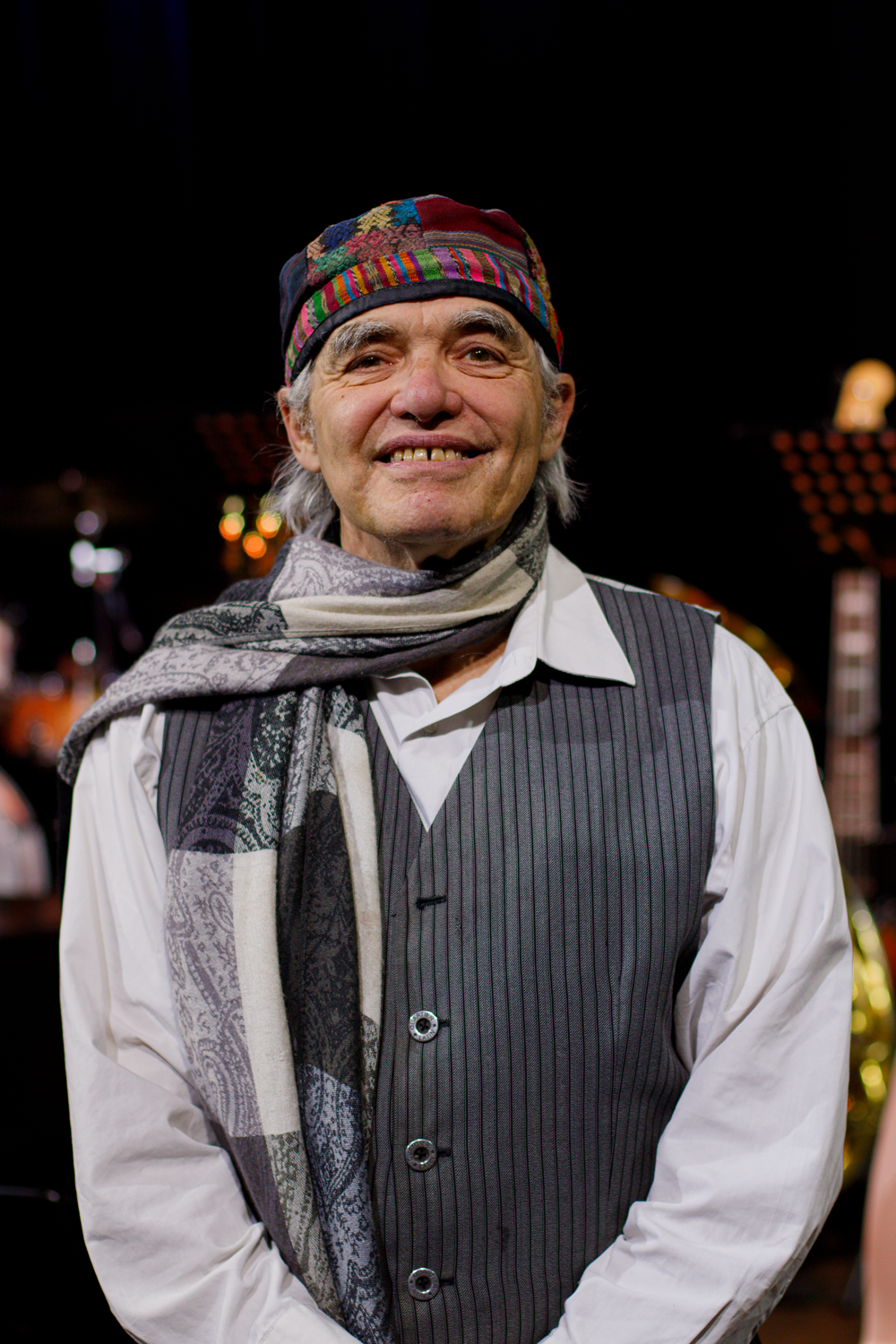
Paul Amrod (2022)

Paul Amrod (* 17. Mai 1951 in Malone, Vereinigte Staaten) ist ein US-amerikanischer Jazzpianist, Dirigent und Komponist. Er lebt seit 1981 in Deutschland.

## Leben
Paul Amrod wurde 1951 in Malone im US-Bundesstaat New York geboren. Im Alter von zwölf Jahren begann er, Klavier zu lernen. 1967 gründete er mit seinem Bruder Willy Amrod die Band Brand XXX, mit der er zwei Jahre später als Vorgruppe für Janis Joplin und The Butterfield Blues Band auftrat. 1969 wurde Amrod an der Juilliard School in New York City aufgenommen, nachdem er trotz der Ablehnung seiner Bewerbung zum Vorspiel erschienen war. An der Juilliard, wo sein Interesse an der Rockmusik damals als Ausnahmeerscheinung galt, erwarb er einen Masterabschluss in Musik mit Hauptfach Dirigieren und Komposition.
In den 1970er-Jahren spielte er in der Psychedelic-Rock-Band Amrods Brand. 1977 gründete er mit Buster Williams und Ken Hitchcock The Paul Amrod Quartett, mit dem er bis 1981 in New York auftrat. 1981 zog Amrod nach Deutschland und arbeitete unter anderem als Musiklehrer und Dirigent in Kaiserslautern, Frankfurt und Mainz. 1992 ließ er sich in Konstanz nieder, wo er später heiratete und eine Familie gründete. Im selben Jahr gründete er die Band Purple Elephant, 1996 folgte das Jazz-Funk-Septett Too Cold gemeinsam mit Steve Hooks.
In den 2000er-Jahren wurden mehrere von Amrods Kompositionen von der Südwestdeutschen Philharmonie Konstanz uraufgeführt. Von 2003 bis 2010 war er musikalischer Leiter am Theater Konstanz. Seit dem Ende der 2010er-Jahre leitet er die Big Band der Universität Konstanz und seit 2021 den Konstanzer Gospelchor Friends-of-Gospel.
2018 veröffentlichte er sein Buch Symmetrien als Grundprinzip der Klangschöpfung, in dem er eine seiner Ideen einer neuen Harmonielehre beschreibt, an der er über 45 Jahre lang gearbeitet hatte.

## Auszeichnungen
- 1980: National Endowment for the Arts Award für Jazz-Komposition[8]

## Werke

### Musik (Auswahl)
- 77 Piano-Sonaten
- 46 Sinfonien
- 23 Konzerte für Piano und Orchester
- 14 Rhythm-and-Blues-Suiten
- 12 Konzerte für Rockband
- 13 Chaconnen für Solo-Piano[9]